# Templo de San Agustín (Guadalajara, Jalisco)
El Templo de San Agustín es un edificio católico de la ciudad de Guadalajara, ubicada en el centro del estado de Jalisco, México. Su construcción inició en 1574 y finalizó en 1674, encargado en estilo barroco por Pedro del Toro. El templo es catalogado como monumento histórico por el Instituto Nacional de Antropología e Historia (INAH) para su preservación. Actualmente pertenece a la Parroquia del Sagrario Metropolitano de la Arquidiócesis de Guadalajara.
Se localiza en el centro histórico de la ciudad, diagonal a Plaza de la Liberación, y frente al costado sur del Teatro Degollado, cerca de la Catedral Metropolitana.

## Historia
La Orden Agustiniana había solicitado la autorización de la construcción de un convento en Guadalajara desde 1565 al gobierno de Nueva Galicia pero la Orden Franciscana estaba opuesto a la idea debido a las rivalidades que tenían. Después de varios años, Felipe II de España autorizó la construcción del convento en 1573, con el apoyo del Presidente de la Real Audiencia de Guadalajara Jerónimo de Orozco. Se dice que este acontecimiento causó la muerte repentina del obispo Pedro de Ayala. Marina Mendoza de Marín, hija del conquistador Luis Marín, también fue un gran apoyo para la construcción, ya que estaba casada con uno de los oidores de la Real Audiencia.
Ya para 1574 había una estructura del edificio. Los conventos agustinos típicamente se construían con sus fachadas hacia al oeste, sin embargo en el convento de Guadalajara la fachada del templo está hacia el norte. Esto fue para darle frente a la plaza mayor original de la naciente ciudad, ahora conocida como la Plaza Fundadores. Al lado opuesto del convento de San Agustín se encontraba el convento de Santa María de Gracia. Unas décadas después la plaza mayor se cambió a la Plaza de Armas. La antigua plaza mayor prácticamente desapareció cuando se erigió el Teatro Degollado sobre ella, de cierta manera opacando el templo.
En 1674 se completó la construcción. Sin embargo, un terremoto que sucedió el 31 de mayo de 1818 derribó el conjunto, volviendo a edificarse para 1854. Debido a las Leyes de Reforma, su claustro fue expropiado y ahora sirve como sede del Departamento de Música del Centro Universitario de Arte Arquitectura y Diseño de la Universidad de Guadalajara.

## Galería

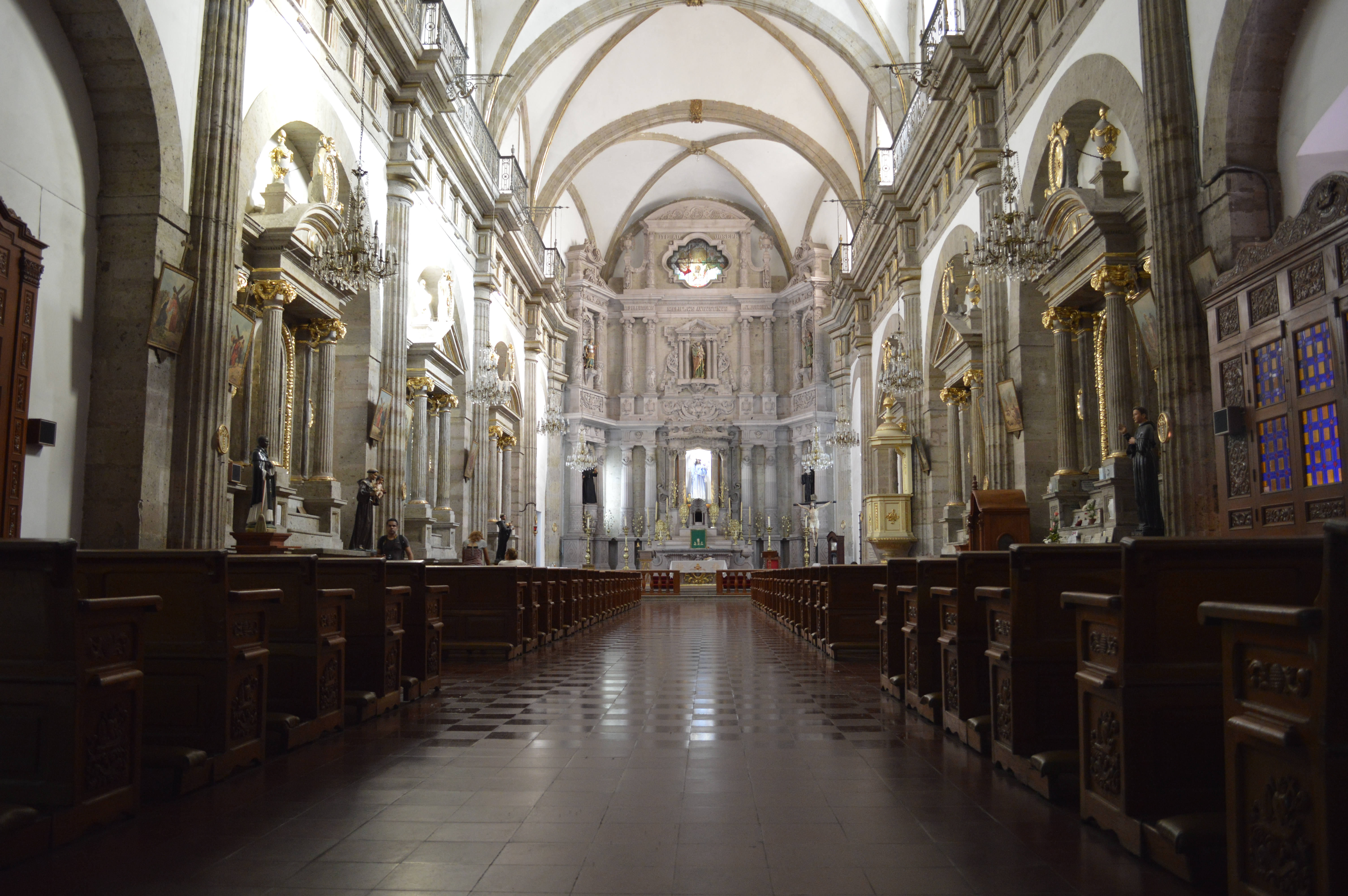
Interior del templo.
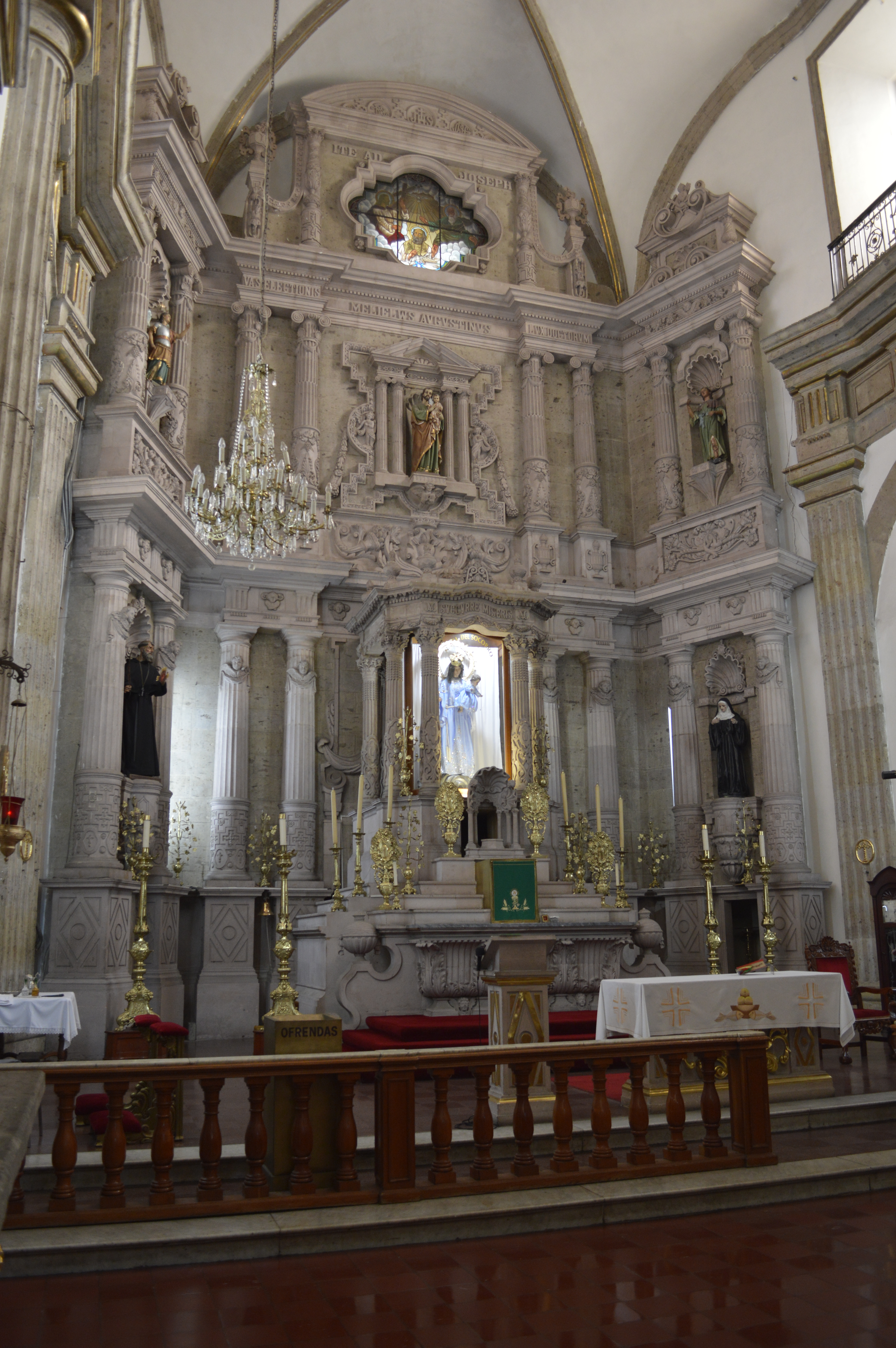
Retablo del templo.
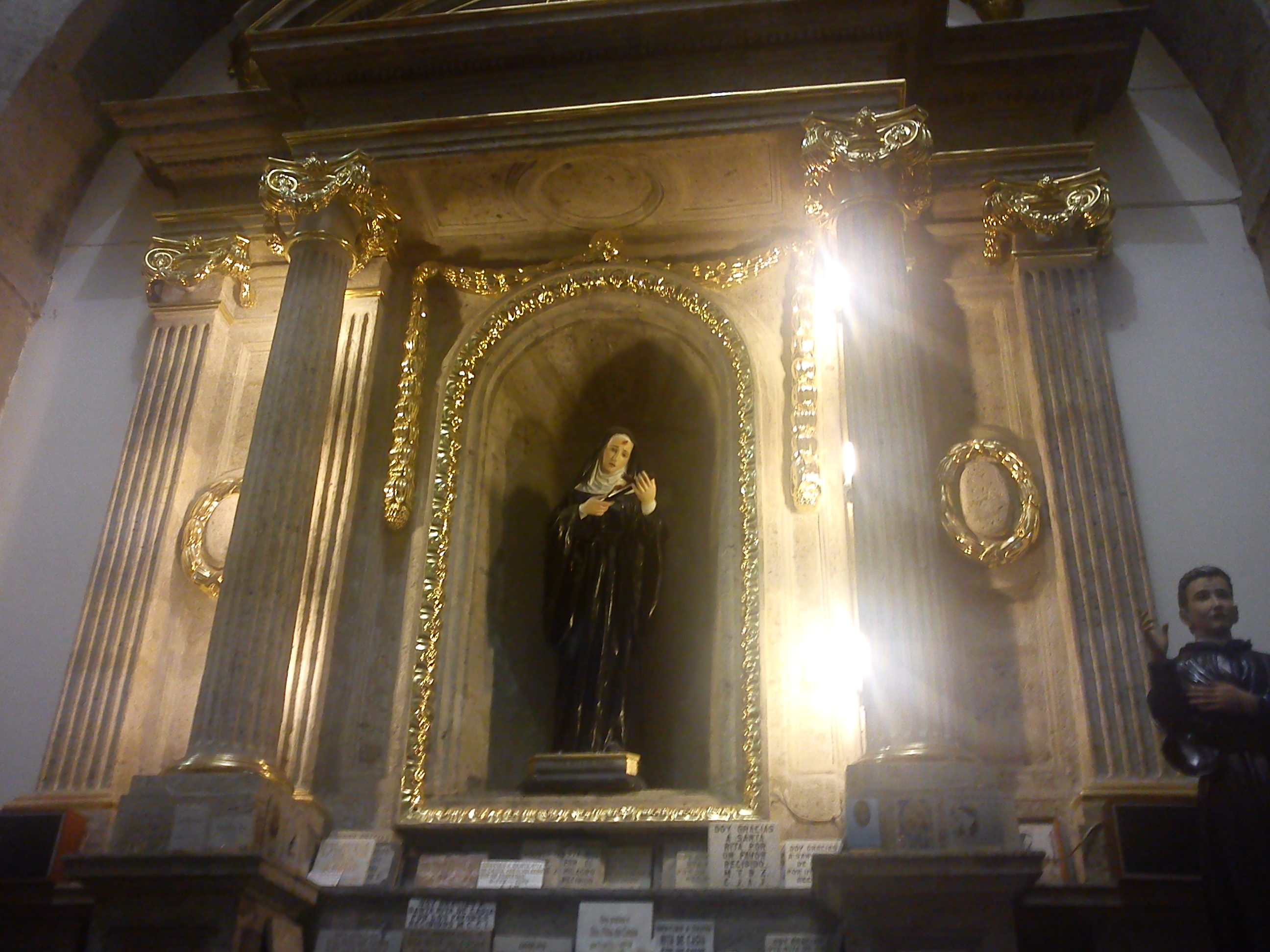
Altar a Santa Rita de Casia.
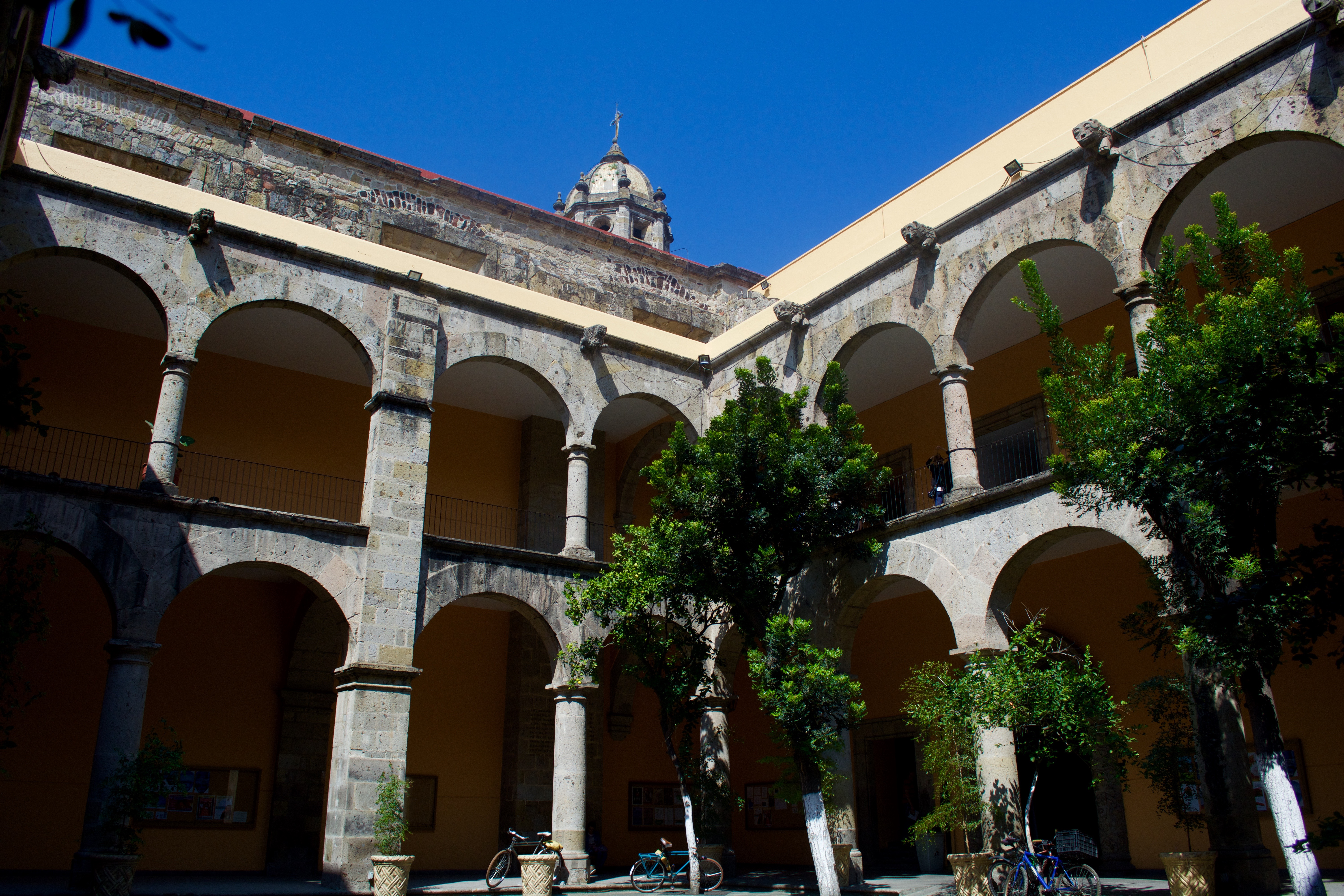
El antiguo claustro.